# 하이다어
하이다어(하이다어: X̱aat Kíl, 영어: Haida language)는 캐나다 하이다과이 제도와 미국 알래스카 프린스오브웨일스 섬의 원주민인 하이다족의 언어이다.
다른 언어와 계통적 관계가 확인되지 않는 고립된 언어이나, 일부 학자들은 나데네어족과 연관되었을 가능성을 제기한다. 내부적으로는 크게 남부 방언과 북부 방언으로 나뉜다.
본래 유럽인이 처음 접촉하였을 때 하이다족의 인구는 15,000명에 달했던 것으로 추정되는데, 유럽인들이 가지고 온 전염병으로 인해 인구가 급감하였으며 나머지도 대부분 새 사회에 동화되어 화자 수는 크게 감소하였다. 현대에 들어 하이다 지역에서 활발하게 부흥 활동이 지속된 덕분에 구사 가능자는 수백명에 달함에도 불구하고, 모어 화자는 2018년 기준 24명밖에 남지 않아 사실상 소멸위기에 놓여있다.
방출음 등 음운상의 특징이 있으며, 알류트어를 비롯한 인근의 몇 언어와 언어동조대가 성립하는 것으로 보인다. 문법적으로는 명사와 동사 외에 단어의 구분이 없고 드물게 접사가 있다.

## 같이 보기
- 하이다족
- 하이다과이
- 아메리카 원주민 언어